# Spoelworm
De spoelworm (Ascaris lumbricoides) is een soort rondworm uit de familie Ascarididae. Deze familie bevat een groot aantal parasitaire rondwormen die leven in gewervelde dieren. De spoelworm is daar een van, het is een vrij grote rondworm die bij mensen voorkomt en de aandoening ascariasis veroorzaakt.
Het woord spoelworm kan ook opgevat worden als een verzamelnaam voor alle leden van deze familie (spoelwormen), waaronder ook veel voorkomende rondwormen bij huisdieren zoals de hondenspoelworm (Toxocara canis).

## Beschrijving
De (gewone) spoelworm (A. lumbricoides) is een darmparasiet die vroeger veel in Nederland en België bij mensen voorkwam, maar tegenwoordig nog maar zelden wordt waargenomen. Wereldwijd is een zesde van de wereldbevolking besmet met de spoelworm of een andere rondworm.
De spoelworm is een rondworm van enige mm dik en tot ca. 15-35 cm lang (vrouwtjes; de mannetjes blijven wat kleiner). In levende toestand is de worm heel lichtroze, na de dood en in bewaarvloeistof verdwijnt deze kleur snel en wordt hij wit.

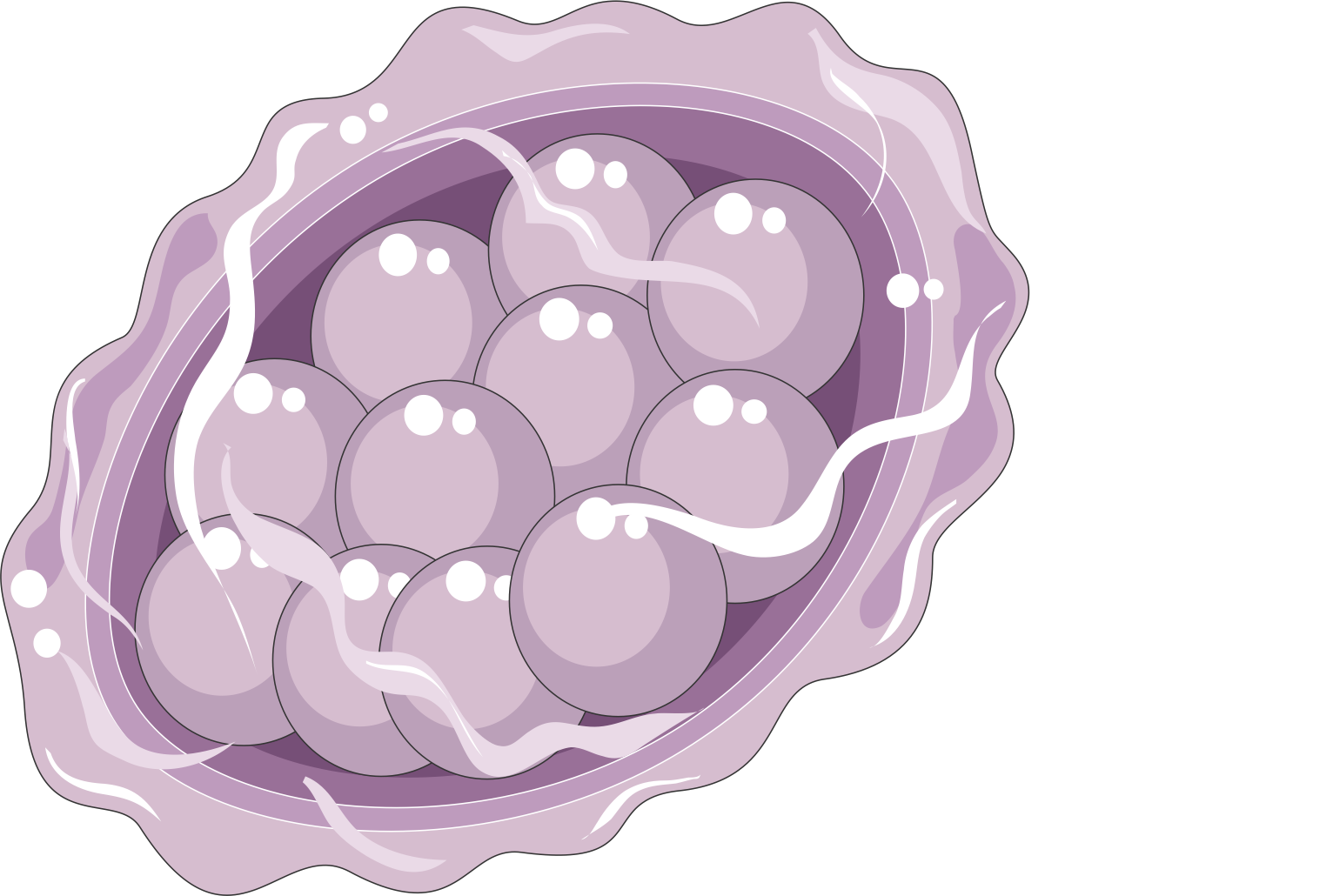
Ei in ontwikkeling van larve
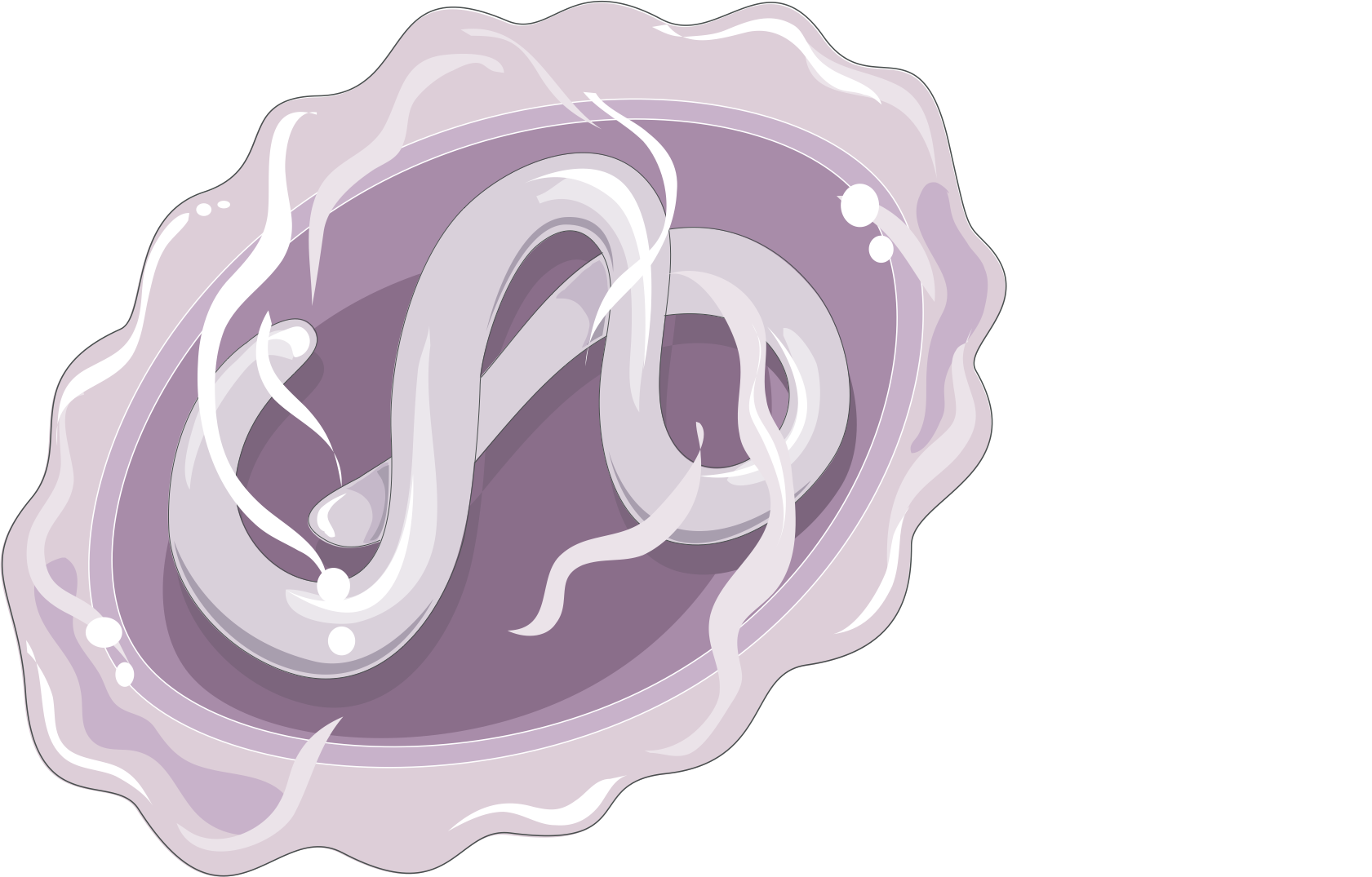
Ei met larve
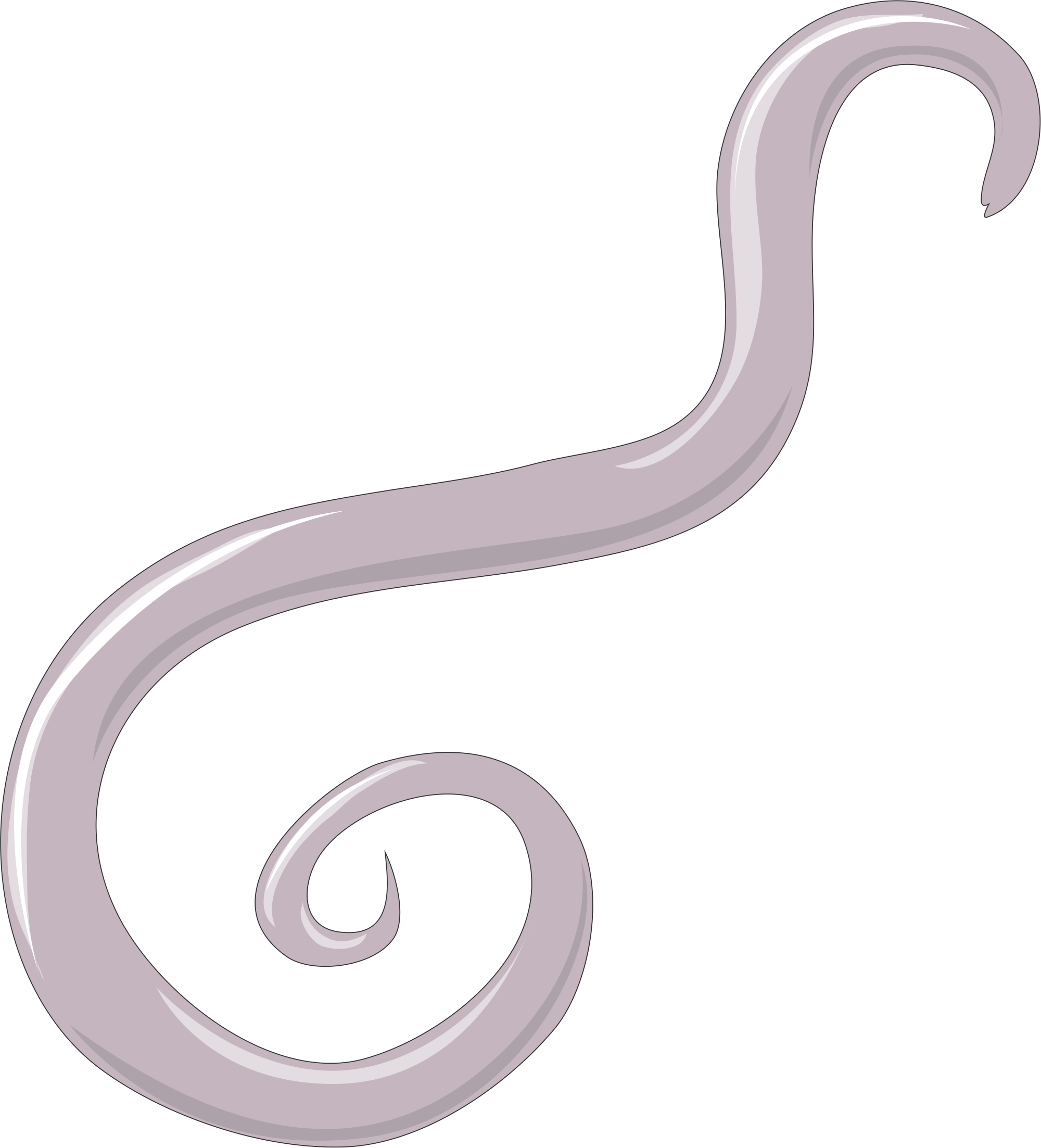
Vrouwelijke spoelworm
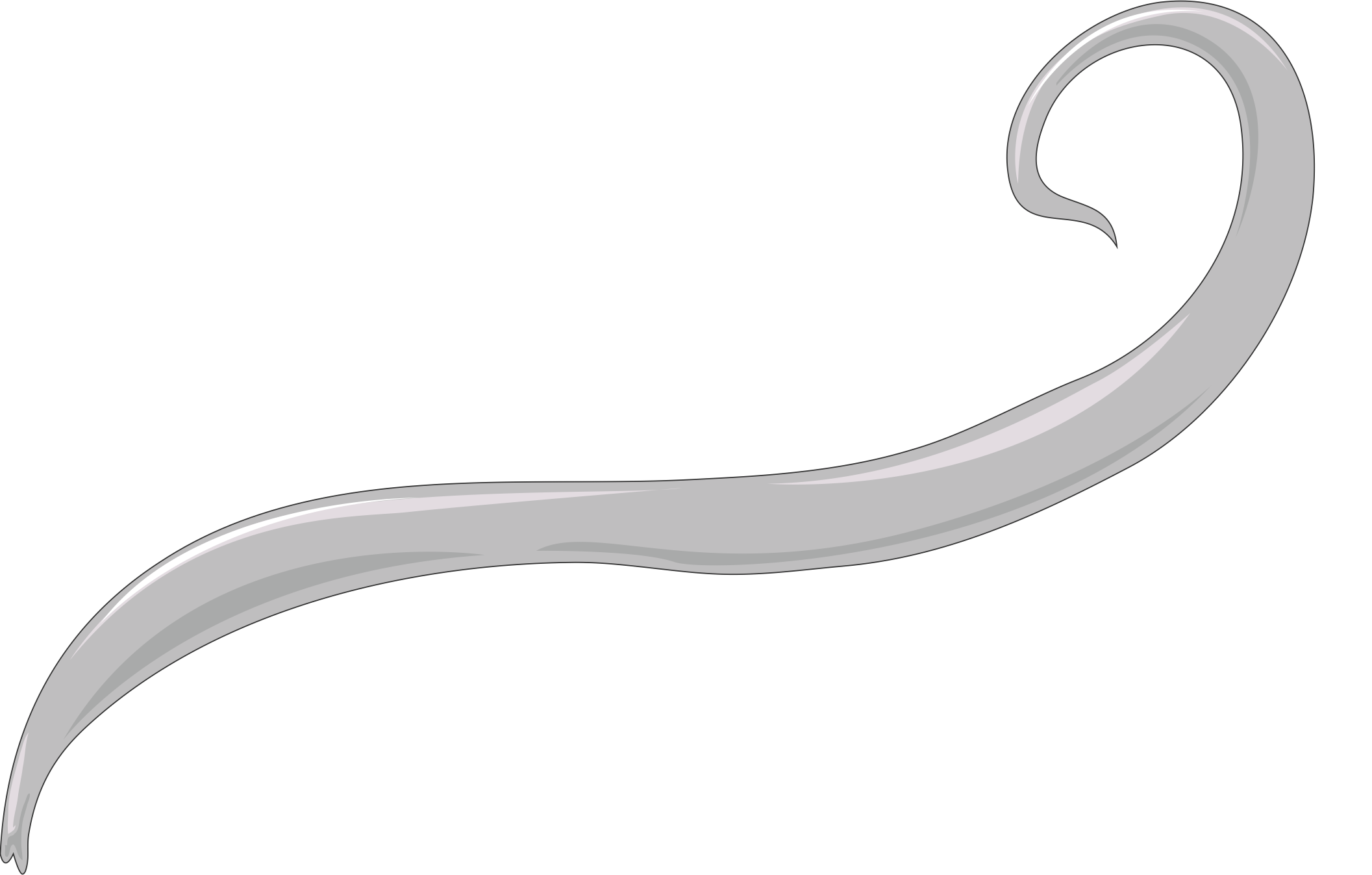
Mannelijke spoelworm

## Levenscyclus

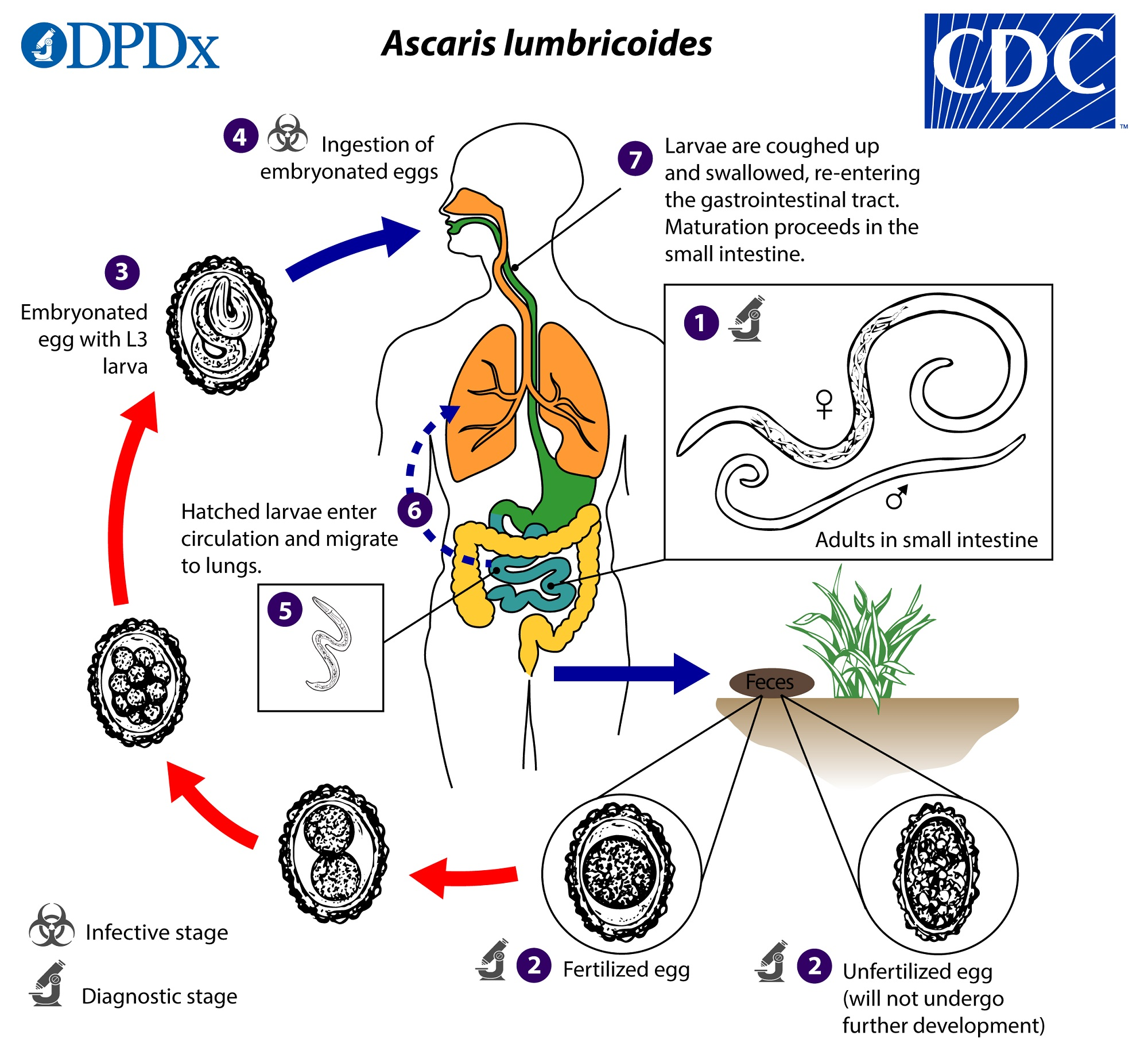
Levenscyclus

De volwassen wormen leven in de dunne darm van de mens. Een vrouwtje kan tot 200.000 eieren per dag leggen. Deze eitjes en soms ook de worm zelf, verlaten het lichaam met de ontlasting. In landen met slechte hygiënische voorzieningen rijpen de bevruchte eitjes onder gunstige omstandigheden (vochtige grond, niet te koud) in enkele weken tot het punt waarop ze infectieus worden. Mensen krijgen de eitjes aan de handen bij contact met de grond en slikken ze in. Uit het ei kruipt een larve, deze komt in de maag of de darm en boort zich van daar uit eerst door de maag- of darmwand zodat hij in het bloed komt. Hij migreert als larve naar de longen en wordt opgehoest en weer ingeslikt. Nu pas ontwikkelt de larve zich tot volwassen rondworm en kan na bevruchting eitjes gaan leggen. Hiermee is de cyclus rond.
Mensen die slechts licht besmet zijn, merken niets van deze spoelwormen in het lichaam. Ziekteverschijnselen (ascariasis) treden pas op bij zwaardere besmetting met grote aantallen wormen.